# Mejrav Ben-Ari
Mejrav Ben-Ari (hebrejsky מירב בן-ארי‎; * 13. listopadu 1975 Netanja) je izraelská politička; poslankyně Knesetu za stranu Kulanu.

## Biografie
Vystudovala vysokou školu a nastoupila do právnické firmy. V roce 2005 se zúčastnila reality show Hledá se lídr (דרוש מנהיג, Doreš minhag) a vyhrála několik milionů šekelů, které investovala do neziskového sektoru. Založila centra pro práci s mládeži, v Netanji a Herzliji (דרך הגלים, Derech ha-galim). V roce 2013 byla zvolena do městské rady v Tel Avivu za kandidátku רוב בעיר (Rav ha-ir).
Ve volbách v roce 2015 byla zvolena do Knesetu za stranu Kulanu.